# Batalha de Krasny Bor
A Batalha de Krasny Bor foi parte da ofensiva soviética Operação Polyarnaya Zvezda na Frente Oriental da Segunda Guerra Mundial. Ele pediu um ataque de pinça perto de Leningrado para aproveitar o sucesso da Operação Iskra e levantar completamente o cerco de Leningrado, no processo que cercou uma parte substancial do 18º Exército alemão. A ofensiva perto da cidade de Krasny Bor formou o braço ocidental da pinça. A ofensiva soviética começou na quarta-feira, 10 de fevereiro de 1943, e produziu ganhos notáveis no primeiro dia, mas rapidamente se tornou um impasse. A forte defesa da Divisão Azul Espanhola e da Divisão Polizei da SS alemã deu às forças alemãs tempo para reforçar suas posições. Em 13 de fevereiro, as forças soviéticas cessaram sua ofensiva neste setor.

## Consequências e consequências
O fracasso do 55º Exército soviético em levar adiante seu sucesso inicial significou que o cerco das forças alemãs no setor Mga havia perdido sua pinça do norte. A falta de sucesso dos outros exércitos de ataque, por razões semelhantes, levou ao fracasso geral da grandiosa Operação Estrela Polar. Levaria quase mais um ano até que o 18º Exército se retirasse das abordagens diretas a Leningrado. O 50º Corpo alemão, em particular a 250ª Divisão de Infantaria (espanhola), conseguiu manter o Exército Vermelho dentro do perímetro do cerco de Leningrado, mas a um custo pesado.
Em 15 de fevereiro, a Divisão Azul relatou baixas de 3 645 mortos ou feridos e 300 desaparecidos ou feitos prisioneiros, o que totalizou uma taxa de baixas de 70% a 75% das tropas envolvidas na batalha. Afirmou que 11 000 soldados soviéticos do 55º Exército haviam sido mortos nos cinco dias que começaram em 9 de fevereiro. Por causa dessas pesadas perdas e da pressão aliada sobre o governo espanhol, a Divisão Azul foi retirada para a Alemanha e mais tarde dissolvida. Uma nova formação de voluntários chamada Legião Azul permaneceu em combate na Frente Oriental, ligada à 121ª Divisão de Infantaria até março de 1944. Foi então também dissolvido e a maioria dos voluntários enviados de volta para a Espanha. O 55º Exército eventualmente participou da quebra do cerco de Leningrado, garantindo a linha Leningrado-Moscou em 1944. Posteriormente, avançou para a Estônia e lutou contra as forças alemãs no bolsão da Curlândia até 1945.
Os espanhóis capturados na batalha não foram repatriados para a Espanha até 1954. Krasny Bor permanece, na maior parte, uma batalha obscura. A divisão foi premiada com uma Medalha da Divisão Azul, projetada pessoalmente por Adolf Hitler.
As baixas espanholas em todo o conflito soviético-alemão totalizaram 2 700 - 3 934 mortes em batalha, 570 mortes por doenças, 326 desaparecidos ou capturados, 8 466 feridos, 7 800 doentes e 1 600 queimados.  Em ação contra a Divisão Espanhola, o Exército Vermelho sofreu 49 300 baixas.